# Марта Войтановська
Марта Войтановська (пол. Marta Wojtanowska; нар. 5 січня 1979, Белява, Дзержоньовський повіт, Нижньосілезьке воєводство) — польська борчиня вільного стилю, чемпіонка Європи.

## Життєпис
Боротьбою почала займатися з 1992 року. У 1998 році завоювала срібну медаль чемпіонату Європи серед юніорів. Того ж року стала бронзовою призеркою чемпіонату світу серед юніорів. 
Виступала за борцівський клуб «Wlokniarz» Лодзь. Тренер — Павел Крупинський.
Участі в Олімпійських іграх не брала, тому що закінчила виступи незадовго до 2004 року, коли жіноча боротьба була включена до Олімпійських видів спорту.

## Спортивні результати на міжнародних змаганнях

### Виступи на Чемпіонатах світу
| Змагання                        | Збірна | Вагова категорія          | Місце |
| ------------------------------- | ------ | ------------------------- | ----- |
| Чемпіонат світу з боротьби 1998 | Польща | жіноча боротьба, до 46 кг | 10    |
| Чемпіонат світу з боротьби 1999 | Польща | жіноча боротьба, до 51 кг | 11    |
| Чемпіонат світу з боротьби 2000 | Польща | жіноча боротьба, до 51 кг | 10    |
| Чемпіонат світу з боротьби 2001 | Польща | жіноча боротьба, до 51 кг | 12    |
| Чемпіонат світу з боротьби 2002 | Польща | жіноча боротьба, до 51 кг | 16    |

### Виступи на Чемпіонатах Європи
| Змагання                         | Збірна | Вагова категорія          | Місце  |
| -------------------------------- | ------ | ------------------------- | ------ |
| Чемпіонат Європи з боротьби 1999 | Польща | жіноча боротьба, до 51 кг | Золото |
| Чемпіонат Європи з боротьби 2000 | Польща | жіноча боротьба, до 51 кг | 5      |
| Чемпіонат Європи з боротьби 2001 | Польща | жіноча боротьба, до 51 кг | 4      |
| Чемпіонат Європи з боротьби 2002 | Польща | жіноча боротьба, до 51 кг | 4      |

### Виступи на інших змаганнях
| Змагання               | Збірна | Вагова категорія          | Місце |
| ---------------------- | ------ | ------------------------- | ----- |
| Klippan Lady Open 2002 | Польща | жіноча боротьба, до 51 кг | 4     |

### Виступи на змаганнях молодших вікових груп
| Змагання                                       | Збірна | Вагова категорія          | Місце  |
| ---------------------------------------------- | ------ | ------------------------- | ------ |
| Чемпіонат Європи з боротьби серед юніорів 1998 | Польща | жіноча боротьба, до 46 кг | Срібло |
| Чемпіонат світу з боротьби серед юніорів 1998  | Польща | жіноча боротьба, до 46 кг | Бронза |
| Чемпіонат світу з боротьби серед юніорів 1999  | Польща | жіноча боротьба, до 50 кг | 5      |